# محمد بقائی یزدی
محمد بقائی یزدی پزشک و سیاست‌مدار ایرانی بود، که در دوره‌های  بیست و یکم و  بیست و دوم به عنوان نماینده تفت و  دوره بیست و سوم به عنوان نماینده تهران در مجلس شورای ملی حضور داشت.
وی از ابتدای تأسیس ساواک به این مجموعه پیوست و با توجه به تخصص اش در پزشکی، مدتی نیز مسئولیت بهداری ساواک را برعهده داشت. دکتر بقائی شب‌های جمعه از رادیو ارتش سخنرانی مذهبی می‌کرد. او رابط بین شاه و شریعتمداری بود.